# 매드하우스
주식회사 매드하우스(일본어: 株式会社マッドハウス 가부시키가이샤 맛도하우스[*], 영어: MADHOUSE Inc.)는 일본의 애니메이션 제작사이다.

## 역사
1972년 무시 프로덕션의 애니메이터였던 마루야마 마사오, 데자키 오사무, 린타로, 카와지리 요시아키가 회사의 경영위기를 계기로 독립하여 설립한 회사이다. 회사 내의 샤쿠지이 스튜디오의 구성원들이 중심이 되었으며, 초대 사장은 무시 프로덕션의 제작관리 직원이었던 오오다 야스오이다. 1970년대에는 도에이 동화의 TV시리즈 제작에 참여했으며, 데자키 오사무와 스기오 아키오가 도쿄무비의 TV 시리즈 제작에 참여했다. 1980년대에는 데자키 오사무와 스기오 아키오가 독립하고, 마루야마 마사오가 사장에 취임한다. 이때에는 주로 가도카와 쇼텐이 제작하는 극장판이나 오리지널 비디오 애니메이션을 린타로가 감독을 맡으면서 제작하였다. TV 시리즈는 외주 제작 스튜디오 수준이었으나 1989년 YAWARA!를 계기로 1990년대에는 TV 시리즈 제작에 본격적으로 참여하게 된다. 특히 1998년에 방영된 카드캡터 사쿠라가 큰 인기를 끌면서 유명해졌다. 2000년대에는 작품성 높은 애니매트릭스부터 갤럭시 엔젤와 같은 오락성 짙은 작품까지 폭넓게 제작하고 있다. 2011년에는 일본의 닛폰 TV가 인수하였다.

## 작품 이력

### TV 애니메이션 시리즈
- 에이스를 노려라! (1973년)
- 감바의 모험 (1975년)
- 제타마르스 (1977년)
- 보물섬 (1978년)
- 애니메이션 기행 마르코 폴로의 모험 (1979년)
- 야와라! (1989년)
- DNA² (1994년, 공동 제작: 스튜디오 딘)
- 쫑아는 사춘기 (1995년)
- 구슬동자 (1998년)
- 트라이건 (1998년)
- 카드캡터 사쿠라 (1998년)
- 마스터 키튼 (1998년)
- 인형공주 리카 (1998년)
- 빅토리 구슬동자 (1999년)
- 마법을 쓰고 싶어! (1999년)
- 펫숍 오브 호러즈 (1999년)
- 쥬베이쨩 -러블리 안대의 비밀- (1999년)
- 카드캡터 사쿠라 제2기 (1999년)
- 마법사 Tai! (1999년)
- 카드캡터 사쿠라 사쿠라 카드 편 (1999년)
- 디지캐럿 (1999년)
- 부기팝은 웃지 않는다 (2000년)
- 바람부는 대로 츠키카게 란 (2000년)
- 양지의 나무 (2000년)
- 사쿠라 대전 (2000년)
- 더 파이팅 (2000년)
- 탑블레이드 (2001년)
- 갤럭시 엔젤 (2001년)
- 학원전기 무료우 (2001년)
- 찬스~트라이앵글 섹션~ (2001년)
- 마법소녀 고양이 타루토 (2001년, 공동 제작: TNK)
- X -엑스- (2001년)
- 파뇨파뇨 디지캐럿 (2002년)
- 불꽃의 미라쥬 (2002년)
- 아쿠에이리언 에이지 (2002년)
- 갤럭시 엔젤 제2기 (2002년)
- 리젤 마인 (2002년, 공동 제작: IMAGIN)
- 쵸비츠 (2002년)
- 아베노바시마법☆상점가 (2002년, 공동 제작: 가이낙스)
- 피타텐 (2002년)
- 드래곤 드라이브 (2002년)
- 기동아 부탁해 (2002년)
- 갤럭시 엔젤 제3기 (2002년)
- 스트라토스 포 (2003년)
- 디지캐럿 뇨! (2003년)
- 쥬베이 인풍첩 용보옥편 (2003년)
- 테크노라이즈 (2003년)
- SPACE PIRATE CAPTAIN HERLOCK (2003년)
- 건그레이브 (2003년)
- 건슬링거 걸 (2003년)
- 무인혹성 서바이브 (2003년, 공동 제작: 텔레콤 애니메이션 필름)
- 고쿠센 (2004년)
- 쥬베이쨩2 -시베리아 야규의 역습- (2004년)
- 망상대리인 (2004년)
- 천상천하 (2004년)
- 몬스터 (2004년)
- 갤럭시 엔젤 제4기 (2004년)
- 스위트 발레리안 (2004년)
- BECK (2004년)
- 딸기 100% (2005년)
- 파라다이스 키스 (2005년)
- 아카기 ~어둠에 춤추듯 내려온 천재~ (2005년)
- 키바 (2006년)
- 스트로베리 패닉! (2006년)
- NANA (2006년)
- 채운국 이야기 (2006년)
- 꿈의 사도 (2006년)
- 블랙 라군 (2006년)
- 전설의 총사 아스타 (2006년)
- 케모노즈메 (2006년)
- BLACK LAGOON The Second Barrage (2006년)
- 데스노트 (2006년)
- TOKYO TRIBE2 (2006년)
- 클레이모어 (2007년)
- 오에도 로켓 (2007년)
- 괴물왕녀 (2007년)
- 채운국 이야기 제2기 (2007년)
- 전뇌 코일 (2007년)
- 데빌 메이 크라이 (2007년)
- 시구루이 (2007년)
- 역경무뢰 카이지 (2007년)
- 마인탐정 네우로 (2007년)
- 못케 (2007년, 공동 제작: 데즈카 프로덕션)
- 메이플스토리 (2007년)
- 아기 고양이 치이 폰폰라 대모험 (2008년)
- 앨리슨과 리리아 (2008년)
- 가면의 메이드가이 (2008년)
- 비밀~The Revelation~ (2008년)
- 카이바 (2008년)
- 치즈 스위트 홈 (2008년)
- 울트라 바이올렛:Code044 (2008년)
- 캐산 Sins (2008년)
- 쿠로즈카 (2008년)
- ONE OUTS (2008년)
- 망량의 상자 (2008년)
- 스티치! (2008년)
- 카오스;헤드 (2008년)
- 더 파이팅 New Challenger (2009년)
- 라이드백 (2009년)
- 치즈 스위트 홈 새로운 집 (2009년)
- 창천항로 (2009년)
- 니들리스 (2009년)
- 코바토 (2009년)
- 푸른 문학 시리즈 (2009년)
- 스티치! 새로운 모험 (2009년)
- 다다미 넉 장 반 세계일주 (2010년)
- 레인보우 2사 6방의 7인 (2010년)
- 학원묵시록 (2010년)
- 아이언맨 (2010년)
- 울버린 (2011년)
- 엑스맨 (2011년)
- 역경무뢰 카이지 파계록편 (2011년)
- 블레이드 (2011년)
- 치하야후루 (2011년)
- 헌터 × 헌터 (제2작) (2011년)
- 오다 노부나의 야망 (2012년, 공동 제작: 스튜디오 고쿠미)
- BTOOOM! (2012년)
- 모노노쿠마 (2012년)
- 치하야후루 2 (2013년)
- 포토카노 (2013년)
- 신이 없는 일요일 (2013년)
- 더 파이팅 Rising (2013년, 공동 제작: MAPPA)
- 다이아몬드 에이스 (2013년, 공동 제작: 프로덕션 I.G)
- 마법전쟁 (2014년)
- 마법과고교의 열등생 (2014년)
- 노 게임 노 라이프 (2014년)
- 하나야마타 (2014년)
- 기생수 (2014년)
- 데스 퍼레이드 (2015년)
- 다이아몬드 에이스 -SECOND SEASON- (2015년, 공동 제작: 프로덕션 I.G)
- 내 이야기!! (2015년)
- 오버로드 (2015년)
- 원펀맨 (2015년)
- 프린스 오브 스트라이드 (2016년)
- 태엽 감는 정령전기 천경의 알데라민 (2016년)
- ALL OUT!! (2016년, 공동 제작: TMS 엔터테인먼트)
- ACCA 13구 감찰과 (2017년)
- 마블 퓨처 어벤져스 (2017년)
- 카드캡터 사쿠라 클리어 카드 편 (2018년)
- 오버로드 II (2018년)
- 우주보다 먼 곳 (2018년)
- 여주인님은 초등학생! (2018년)
- 오버로드 III (2018년)
- 중간관리록 토네가와 (2018년)
- 부기팝은 웃지 않는다 (2019년)
- 다이아몬드 에이스 ACT 2 (2019년)
- 소멸도시 (2019년)
- 치하야후루 3 (2019년)
- 노 건즈 라이프 (2019년)
- Sonny Boy (2021년)
- 흡혈귀는 툭하면 죽는다 (2021년)
- takt op.Destiny (2021년, 공동 제작: MAPPA)
- 하코즈메 ~파출소 여자의 역습~ (2022년)
- 오버로드 IV (2022년)
- 책벌레 공주 (2022년)
- 흡혈귀는 툭하면 죽는다 2 (2023년)
- 야마다 군과 Lv999의 사랑을 하다 (2023년)
- AI의 유전자 (2023년)
- 장송의 프리렌 (2023년)
- 트릴리온 게임 (2024년)
- 지. -지구의 운동에 대하여- (2024년)
- 수수께끼 풀이는 저녁식사 후에 (2025년)
- 원댄스 (2025년)
- 장송의 프리렌 제2기 (2026년)
- 담도백경 (2026년)

### TV 애니메이션 스페셜
- 야와라! 스페셜（1996년 7월 19일）
- 더 파이팅 Champion Road （2003년 4월18일）
- 갤럭시 엔젤 스페셜 （2003년 12월 22일）
- 데스노트~리라이트・환시하는 신~（2007년 8월 31일）
- 데스노트 리라이트2 L을 잇는 자（2008년 8월 22일）

### 극장 애니메이션
- 에이스를 노려라! (1979년)
- 유니코 (1981년)
- 여름으로 가는 문 (1981년)
- 하구레구모 (1982년)
- 환마대전 (1983년)
- 유니코 마법의 섬으로 (1983년)
- 맨발의 겐 (1983년)
- SF 신세기 렌즈맨 (1984년)
- 바비에 반해서 (1985년)
- 카무이의 검 (1985년)
- 맨발의 겐 2 (1986년)
- 슈퍼 마리오 브라더스 피치 공주 구출 대작전! (1986년)
- 불새 봉황편 (1986년)
- 시공의 여행자 (1986년)
- 그림 동화 황금새 (1987년)
- 요수도시 (1987년)
- 울어라 분분 (1987년)
- 바퀴벌레들의 황혼 (1987년)
- 은하영웅전선 -우리가 정벌하는 것은 별의 대해- (1988년)
- 마물헌터 요코 (1990년)
- 바람의 이름은 아무네지아 (1990년)
- 시끌별 녀석들 언제나 나의 달링 (1991년)
- 야와라! 가라 겁쟁이 키스 (1992년)
- 무사 쥬베이 (1993년)
- 별님의 레일 (1993년)
- かっ飛ばせ! ドリーマーズ -カープ誕生物語- (1994년)
- 안네의 일기 (1995년)
- 쫑아는 사춘기 (1995년)
- MEMORIES EPISODE 2 STINK BOMB (1995년)
- X -엑스- (1996년)
- 퍼펙트 블루 (1998년)
- 인형공주 리카 リカちゃん絶体絶命! ドールナイツの奇跡 (1999년)
- 극장판 사드캡터 사쿠라 (1999년)
- 클로버 (1999년)
- 극장판 카드캡터 사쿠라 -봉인된 카드- (2000년)
- 극장판 케로에게 맡겨줘! (2000년)
- 알렉산더 전기 (2000년)
- PARTY7 (2000년)
- 뱀파이어 헌터 D (2001년)
- 메트로폴리스 (2001년)
- 디지캐럿 별여행 (2001년)
- 기동경찰 패트레이버 극장판 3 - 폐기물 13호 (2002년)
- 천년여우 (2002년)
- 나스 안달루시아의 여름 (2003년)
- 크리스마스에 기적을 만날 확률 (2003년)
- 시간을 달리는 소녀 (2006년)
- 파프리카 (2006년)
- 피아노의 숲 (2007년)
- 시나모롤 the Movie (2007년)
- 호야와 토리의 모험 ~드래곤 숲의 비밀~ (2007년)
- 하이랜더: 복수의 전사 (2008년)
- HELLS ANGELS (2008년)
- 썸머 워즈 (2009년)
- 마이 마이 신코 이야기 (2009년)
- 요나 요나 펭귄 (2009년)
- TRIGUN Badlands Rumble (2010년)
- 레드라인 (2010년)
- 어느 비행사에 대한 추억 (2011년)
- 초원의 왕 도제 (2012년)
- 극장판 헌터X헌터 : 팬텀루즈 (2013년)
- 데스 퍼레이드 (2013년)
- 극장판 헌터X헌터 : 더 라스트 미션 (2013년)
- 노 게임 노 라이프 제로 (2017년)
- 너의 목소리 (2017년)
- 옷코는 초등학생 사장님! (2018년)
- 굿바이, 돈 그리즈! (2022년)
- 금의 나라 물의 나라 (2023년)

### OVA
- 상처를 쫓는 사람 (1986년)
- 불새 야마토편 (1987년)
- X전차로 가자 (1987년)
- 불새 우주편 (1987년)
- 미궁 이야기 (1987년)
- JUNK BOY (1987년)
- 악마의 신부 (1988년)
- 도토라와 산고양이 (1988년)
- 마계도시 〈신주쿠〉 (1988년)
- 바람을 빠져나가! (1988년)
- 요정왕 (1988년)
- MIDNIGHT EYE 고쿠 (1989년)
- 시끌별 녀석들 염소와 치즈 (1989년)
- 에구치 히사시의 어떻게든 될 테니까 쇼! (1990년)
- 사이버시티 오에도 808 (1990년)
- 로도스도 전기 (1990년)
- NINETEEN 19 (1990년)
- 시끌별 녀석들 오토메바시카의 공포 (1991년)
- 시끌별 녀석들 영혼과 데이트 (1991년)
- 제도물어 (1991년)
- OZ (1992년)
- 절애 -1989- (1992년)
- 동경 BABYLON (1992년)
- 다운로드 나무아비타불은 사랑의 시 (1992년)
- 마물헌터 요코 시리즈 (1992년)
- 멋쟁이 꼬마는 꽃말뚝 (1993년)
- SINGLES (1993년)
- 총몽 (1993년)
- POPS (1993년)
- 에도는 잠들지 않아! (1993년)
- 키스는 눈동자로 하고 (1993년)
- 인어의 상처 (1993년)
- A-Girl (1993년)
- THE COCKPIT vol.1 성층권 기류 (1994년)
- 나츠키의 위기일발 (1994년)
- 파이널 판타지 (1994년)
- 공작왕 (1994년)
- CLAMP IN WONDERLAND (1994년)
- X사건 미녀탐정 (1994년)
- 이상한 나라의 미유키 (1994년)
- 바이오 헌터 (1995년)
- 철완 버디 (1995년)
- 사이코 다이버 마성보살 (1997년)
- VAMPIRE HUNTER The Animated Series (1997년)
- 지배자의 황혼 TWILIGHT OF THE DARK MASTER (1998년)
- 화성여단 다나사이트 999.9 (1999년)
- TRAVA FIST PLANET episode1 (1999년)
- 갤럭시 엔젤 뮤직 컬렉션 시리즈 (2002년)
- 디지캐럿 입에서 바주카 (2002년)
- 디지캐럿 극장 피요코에게 맡겨줘 뾰 (2003년)
- 양의 노래 (2003년)
- 애니매트릭스 (2003년)
- 더 파이팅 - 마시바 vs 키무라 사형집행 (2003년)
- 아쿠에이리언 에이지 SagaII〜Don't forget me…〜 (2003년)
- 불꽃의 미라쥬 ~미나기와의 반역자~ (2004년)
- 전설의 총사 아스타 (2005년)
- 천상천하 ULTIMATE FIGHT (2005년)
- 딸기 100% (2005년)
- 라스트 오더: 파이널 판타지 VII (2005년)
- 세인트 비스트 ~세인트 비스트 수천의 낮과 밤 편~ (2005년)
- 나스 수트케이스의 철새 (2007년)
- 헬싱 (2008년)
- 배트맨: 고담 나이트 (2008년)
- BLACK LAGOON Roberta's Blood Trail (2010년)
- SUPERNATURAL: THE ANIMATION (2011년)
- 새로운 세계 (2012년)
- 아이언 맨: 라이즈 오브 테크노보어 (2013년)
- 어벤져스 컨피덴셜: 블랙 위도우 앤 퍼니셔 (2014년)